# 기 마르샹 (배우)
기 마르샹(프랑스어: Guy Marchand, 1937년 5월 22일~2023년 12월 15일)은 프랑스의 배우, 가수이다.

## 작품 목록

### 영화
- 지상 최대의 작전(1962) - 엑스트라
- 나처럼 예쁜 여자(1972)
- 사촌들(1975)
- 더 허니문 트립(1976, Le Voyage de noces)
- Attention les yeux !(1976)
- 귀여운 여형사(1977, Tendre Poulet)
- 병영의 호텔(1978년 L'Hôtel de la plage)
- 룰루(1980)
- 운명의 알리바이(1981)
- 대청소(1981)
- Les Héroïques(1981)
- 우리들 사이(1983)
- 데들리 런(1983, Mortelle Randonnée)
- 제2의 연인(1984, Stress)
- 유쾌한 은행털이(1985, Hold-up)
- 도둑 가족 이야기(1986, Conseil de famille)
- 체이스 4(1989, Sauf votre respect)
- 마이 뉴 파트너 2(1990, Ripoux contre ripoux)
- 5월의 열정(1990, Les belles Américaines)
- 뉴월드(1995, Le Nouveau Monde)
- 보마르셰(1996, Beaumarchais, l'insolent)
- 내 아내 이름은 모리스(2002, Ma femme s'appelle Maurice)
- 파리에서(2006, Dans Paris)
- 그가 떠난 후(2007, Après lui)
- 파세-파세(2008, Passe-passe)
- 아버지의 비밀(2010, L'Arbre et la Forêt)
- 듄(2013, La Dune)
- 이지 웨이 아웃(2014, L'Art de la fugue)
- 저스트 투 비 슈어(2017, Ôtez-moi d'un Doute)